# Landeszentralbank (Meiningen)

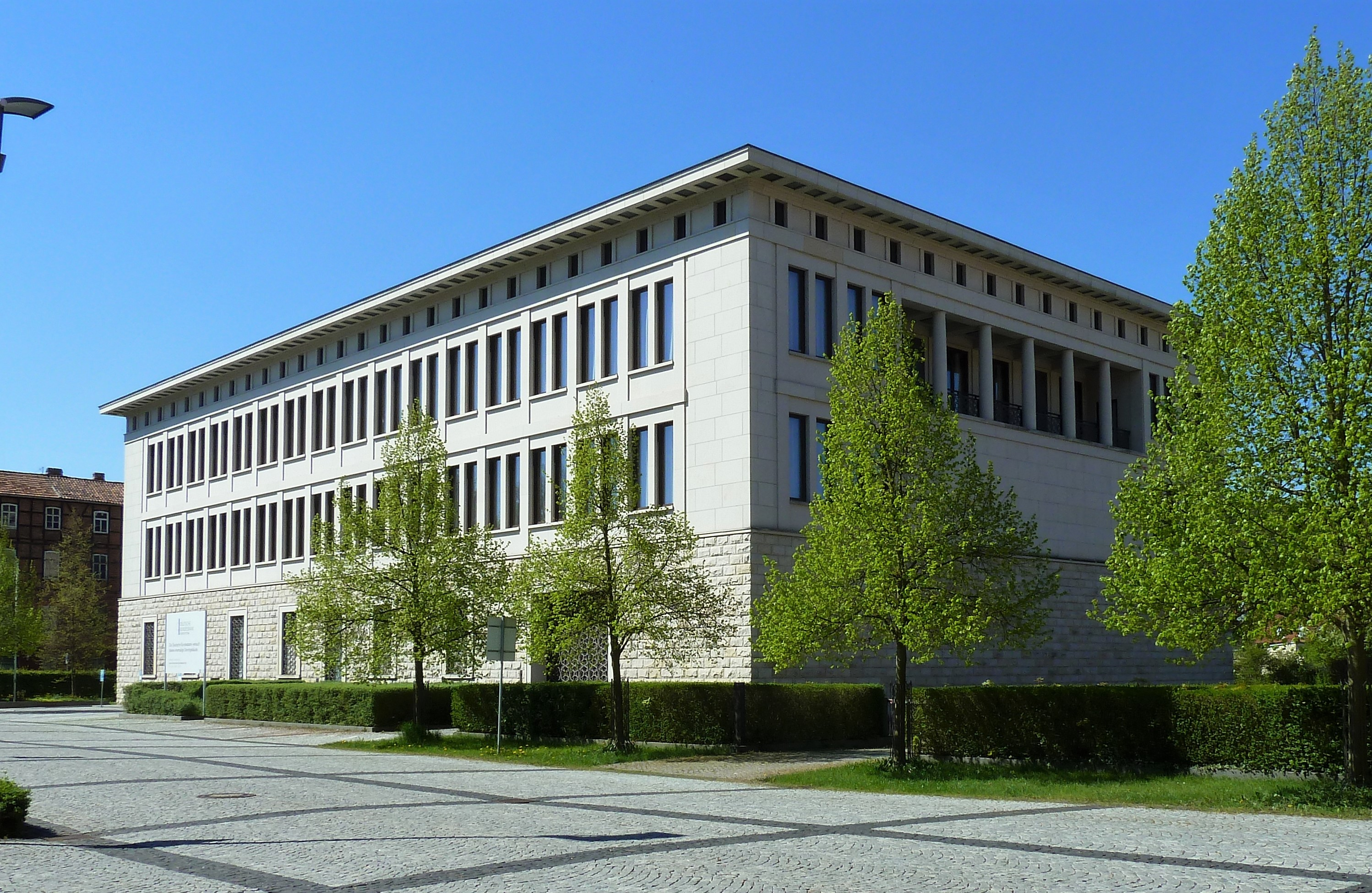
Bundesbankgebäude 2000–2012

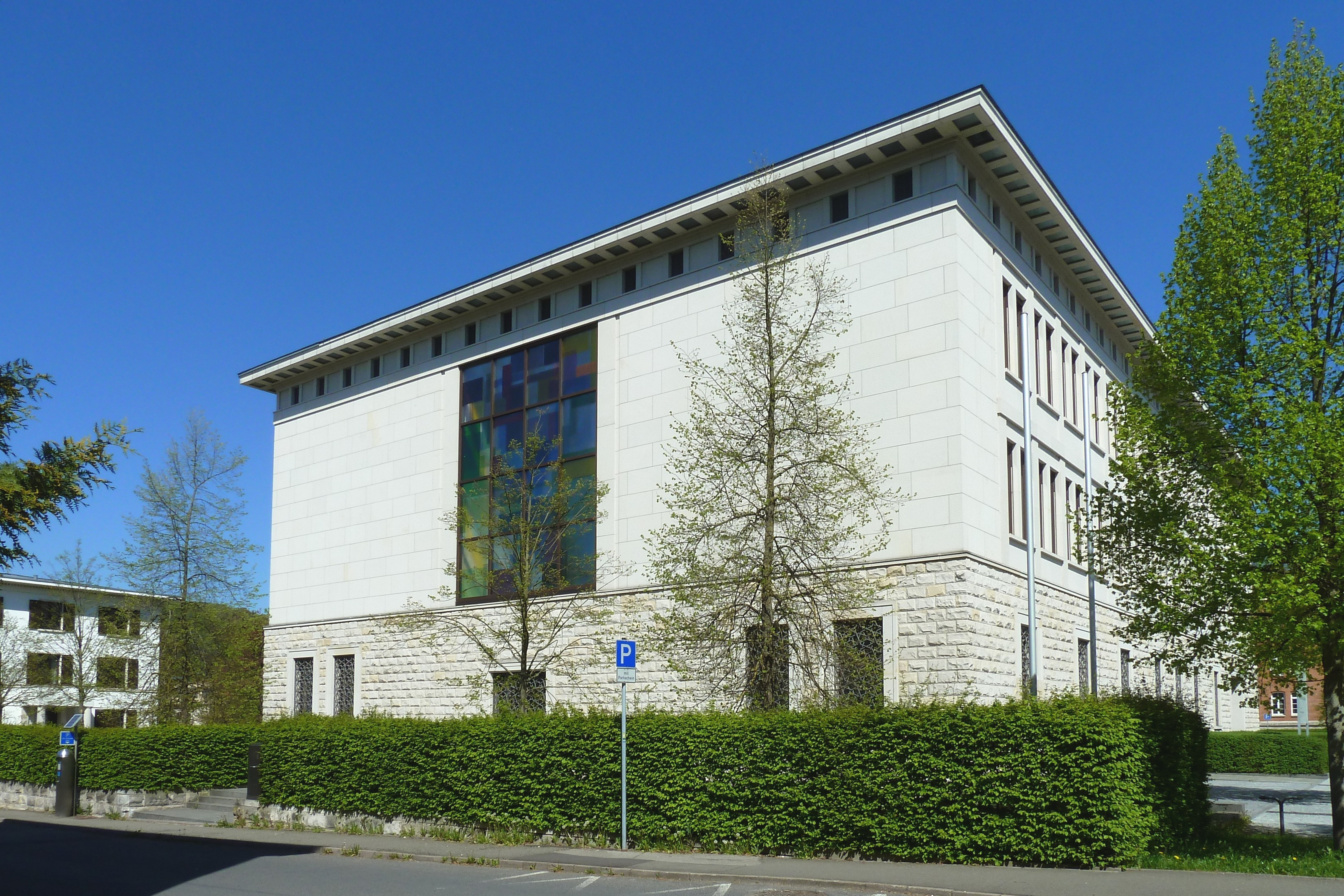
Südfassade mit Farbglasfenster

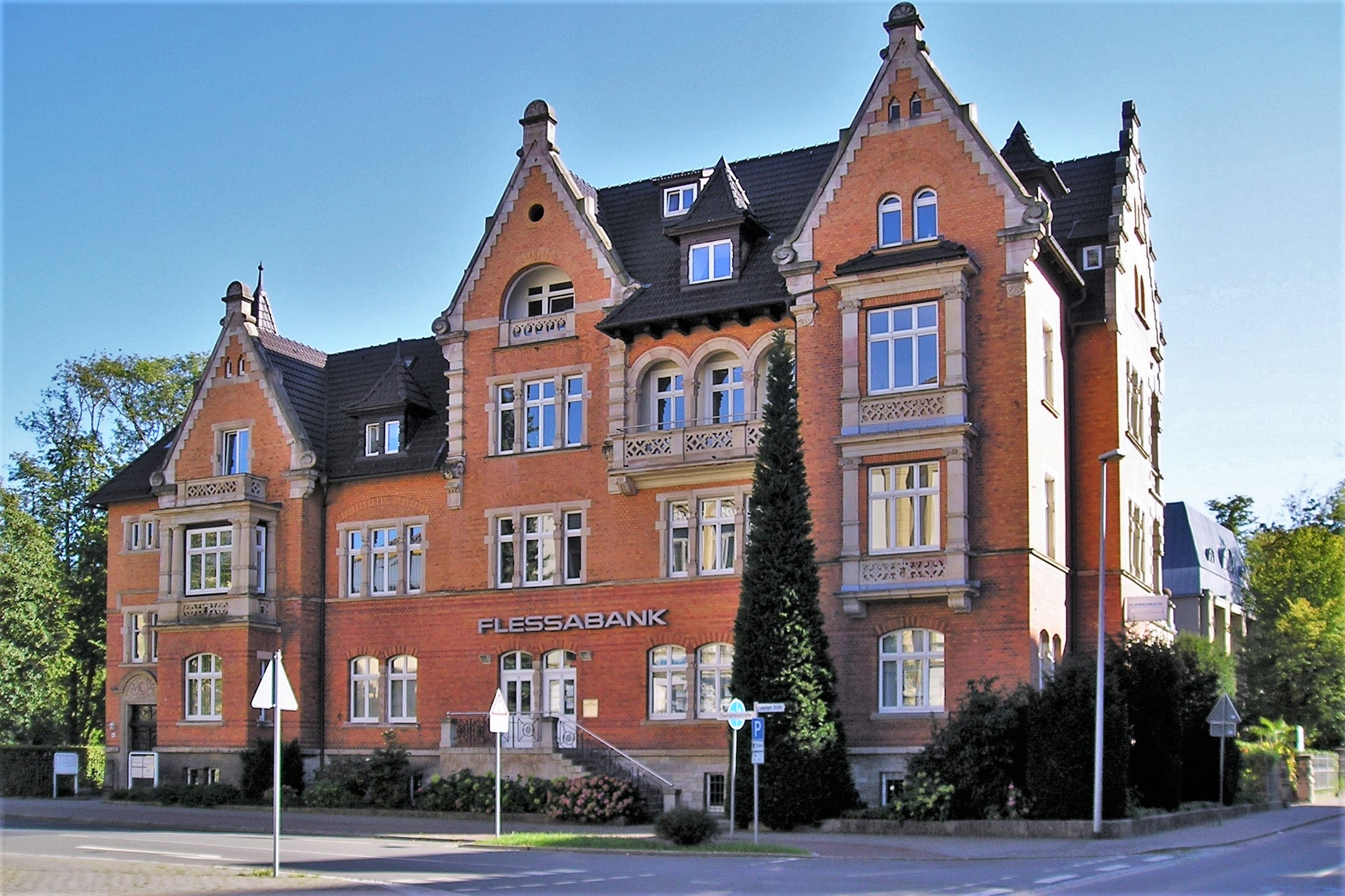
Reichsbankgebäude 1902–1946

Die Landeszentralbank Meiningen ging auf eine 1902 eröffnete Filiale der Reichsbank zurück und bestand in Form einer Filiale der Deutschen Bundesbank bis 2012. Das zuletzt genutzte Dienstgebäude, errichtet 2000, befindet sich neben dem Justizzentrum Meiningen auf dem ehemaligen Gelände der Hauptkaserne nördlich des Stadtzentrums und dient heute als Zentraldepot für Kunstgüter.

## Geschichte
Am 20. Dezember 1902 wurde in Meiningen eine Filiale der Reichsbank in der Leipziger Straße 2 gegenüber der Deutschen Hypothekenbank eröffnet. Meiningen war zu jener Zeit die Hauptstadt des deutschen Bundesstaates Sachsen-Meiningen. Neben der Bereitstellung von Zahlungsmitteln für Privatbanken diente die Filiale auch als Geldinstitut für ortsansässige Reichsstellen wie Heer, Reichswehr, Wehrmacht und Zoll. Niederlassungsleiter waren unter anderem Georg Zeuner (1911–1921) und Walter Gräf (1936–1946). Auf Betreiben der sowjetischen Militäradministration in Deutschland (SMAD) wurden am 26. Juli 1945 alle Banken geschlossen. 1946 löste man die Reichsbank auf und den Bestand übernahm zunächst die Landeskreditbank Thüringen und später die Staatsbank der DDR. Die Aufgaben der Reichsbank erfüllte ab 1946 die Deutsche Notenbank, die nun im Gebäude der Deutschen Hypothekenbank residierte. Am 1. Januar 1968 wurde die Deutsche Notenbank in die Staatsbank der DDR umgewandelt.
Nach der Wende übernahm am 1. Juli 1990 die Deutsche Bundesbank die Meininger Niederlassung der Staatsbank der DDR. Bald strebte man ein eigenes Gebäude für die Niederlassung an. Im Auftrag der Landeszentralbank in den Freistaaten Sachsen und Thüringen errichtete man nach den Plänen des Architekten Hans Kollhoff aus Berlin von 1998 bis 2000 ein Bankgebäude mit einer Bruttogeschossfläche von 4.500 m². Die Baukosten betrugen 20,5 Millionen Euro. Am 1. Mai 2002 wurden alle Landeszentralbanken, so auch die in Meiningen bei einer Novellierung der organisatorischen Verfassung in eine Bundesbank-Filiale umgewandelt. Im Rahmen einer Strukturreform der Deutschen Bundesbank, die eine starke Reduzierung der Filialen auf zunächst 35 Filialen vorsieht, wurde die Filiale mit zuletzt 40 Mitarbeitern am 30. September 2012 geschlossen und ihre Aufgaben und ein Teil der Mitarbeiter wurden von der Bundesbank-Filiale in Erfurt übernommen.
Nach wenigen Jahren Leerstand dient das ehemalige und stattliche Bundesbankgebäude seit 2017 als Zentraldepot für Kunst- und Kulturgüter, die hier diskret und hochgesichert eingelagert werden. 2023 zog in das geräumige Gebäude wegen seiner idealen Voraussetzungen das Staatsarchiv Meiningen als Mieter ein.

## Bauwerke
Der neoklassizistische Gebäudekomplex gliedert sich in ein Bürogebäude Ecke Lindenallee/Bella-Aul-Straße und ein Wohngebäude in der Bella-Aul-Straße mit einer Nutzfläche von etwa 4.500 m² auf einem Grundstück von zirka 6.700 m². Das streng gegliederte dreigeschossige Dienstgebäude besitzt ein Erdgeschoss mit zwei Meter dicken Betonwänden, die mit einem Bossen-Mauerwerk verblendet sind. Die Fassade der Obergeschosse ist aus polnischem Sandstein mit gelb-beigem Farbspiel gefertigt. Den oberen Abschluss bildet eine natursteinverkleidete Attika. Unter dem umlaufend überstehenden Flachdach sind Beleuchtung und Überwachungskameras installiert. An der Südseite des Gebäudes zur Straßenseite der Bella-Aul-Straße hin ist ein großformatiges Fenster mit einer Gesamtgröße von 6,56 × 8,35 Meter mit einer Kunstverglasung in Fusingglastechnik (Schmelzglastechnik) eingesetzt. Das vom Künstler Helmut Federle entworfene Fenster ist in sechzehn gleich große Einzelfelder 1,55 × 2,02 m unterteilt. An der Nordseite ist am zweiten Obergeschoss eine tief in den Baukörper reichende mit Stützsäulen versehene Loggia integriert. Diese Loggia ist den Loggien an der Nord- und Südfassade der Deutschen Hypothekenbank nachempfunden und symbolisiert so die Referenz an die Bankenstadt Meiningen. Die Innenausstattung ist luxuriös und hochwertig.
Das ebenfalls streng gegliederte klassizistisch geprägte Wohngebäude ist dreigeschossig und mit Balkonen zu Straße hin versehen. Das quadratische Bauwerk besitzt ein flaches Walmdach mit dem Dienstgebäude äquivalenten breiten Dachüberständen. Das mit drei Wohnungen ausgestattete Haus ist mit einer Tiefgarage unterkellert.